# Campionati mondiali master di orientamento 1998
Manifestazione svolta dal 1° al 5 luglio 1998,  in  Rep. Ceca, a Nový Bor

## Categorie maschili
| Categoria | oro              | argento                  | bronzo               |
| --------- | ---------------- | ------------------------ | -------------------- |
| M35       | Zdenek Zuzanek   | Vladimir Alexeev         | Markku Kaartinen     |
| M40       | Lennart Larsson  | Jukka-Pekka Rantio       | Tomas Vaclavek       |
| M45       | Hans Huseby      | Borje Vartiainen         | Bengt-Goran Mansson  |
| M50       | Timo Peltola     | Stefan Larsson           | Bjorn Nordin         |
| M55       | Rune Radestrom   | Stig Berge               | Martti Kemppi        |
| M60       | Paavo Kinnunen   | Pertti Salminen          | Johannes Varkoi      |
| M65       | Paavo Pystynen   | Olaf Helgesen            | Helge Kvaase         |
| M70       | Olav Svaan       | Ture Gunnarsson          | Roine Eriksson       |
| M75       | Ake Andersson    | Tage Johansson           | Karl-Erik Pettersson |
| M80       | Kurt Fredriksson | Arne Larsson             | Nils Jonsson         |
| M85       | Esko Elmio       | Gunnar Lillieroth Gunnar | Elis Ohlstrom        |

## Categorie femminili
| Categoria | oro             | argento           | bronzo              |
| --------- | --------------- | ----------------- | ------------------- |
| W35       | Danute Mansson  | Kerstin Hellmann  | Iva Knapova         |
| W40       | Ada Kucharova   | Magda Horova      | Libuse Fantova      |
| W45       | Magda Horvath   | Pavlina Majova    | Yvette Zaugg        |
| W50       | Sharon Crawford | Gunilla Bergman   | Renata Vlachova     |
| W55       | Birgitta Olsson | Ulla Norberg      | Greta Karlsson      |
| W60       | Maria Nagyova   | Hilkka Savolainen | Asta Sjöberg        |
| W65       | Ulla Bengtsson  | Pirkko Salmenkyla | Rannveig Sommerhein |
| W70       | Ruzena Novakova | Karin Rehn        | Gunborg Carlsson    |
| W75       | Lillian Ross    | Astrid Andersson  | Birgit Carlsson     |
| W80       | Elizabeth Brown | Luise Finke       |                     |

## Medagliere
|   | Stato       | oro | argento | bronzo | Totale |
| - | ----------- | --- | ------- | ------ | ------ |
| 1 | Svezia      | 6   | 9       | 10     | 25     |
| 2 | Finlandia   | 4   | 5       | 3      | 12     |
| 3 | Norvegia    | 3   | 2       | 2      | 7      |
| 4 | Rep. Ceca   | 3   | 1       | 4      | 8      |
| 5 | Slovacchia  | 1   | 1       | -      | 2      |
| 5 | Germania    | -   | 2       | -      | 2      |
| 7 | Regno Unito | 1   | -       | -      | 1      |
| 7 | Ungheria    | 1   | -       | -      | 1      |
| 7 | Lituania    | 1   | -       | -      | 1      |
| 7 | Stati Uniti | 1   | -       | -      | 1      |
| 8 | Russia      | -   | 1       | -      | 1      |
| 9 | Svizzera    | -   | -       | 1      | 1      |